# Hyainailouros
Hyainailouros is een geslacht van uitgestorven roofzoogdieren en de grootste en tevens laatste soorten uit de Hyaenodontidae van de Creodonta. De soort leefde in het Mioceen (22-17 Ma) en ontwikkelde zich in Afrika om zich vervolgens naar Europa en Azië te verspreiden.
Hyainailouros sulzeri had een kopromplengte van ongeveer twee meter, een schouderhoogte van meer dan een meter en een geschat gewicht van 500 kg. De kop was ongeveer een halve meter lang. Het lichaam was robuust met een lange staart en relatief korte poten. Hyainailouros sulzeri was vermoedelijk geen actieve jager. Hoewel het dier snel kon lopen, waren de poten niet geschikt om prooien te grijpen en de robuuste tanden waren geschikter om botten te breken dan voor het scheuren van vlees. Vermoedelijk was Hyainailouros sulzeri meer een aaseter. Qua formaat zou Hyainailouros sulzeri prooidieren ter grootte van neushoorns en eventueel zelfs slurfdieren aan hebben gekund.